# Sáo đất Dixon
Zoothera dixoni là một loài chim trong họ Turdidae.